# کوه تالکوت
کوه تالکوت (به انگلیسی: Talcott Mountain) یک کوه در ایالات متحده آمریکا است که در کنتیکت واقع شده‌است. کوه تالکوت ۲۸۹٫۵۶ متر بالاتر از سطح دریا واقع شده‌است.